# Stanislas Malec-Natlacen
 (juin 2022).
Stanislas Malec-Natlacen, alias Jean-Baptiste Malec, né le 2 octobre 1913 à Ljubljana , mort le 5 août 2004 à Brisbane, est un prêtre catholique français, aumônier des Forces françaises libres pendant la Seconde Guerre mondiale, Compagnon de la Libération.

## Distinctions
- Chevalier de la Légion d'honneur
- Compagnon de la Libération par décret du 20 novembre 1944
- Croix de guerre 1939–1945 (2 citations)